# Центральний-Камп-6
Грама Ніладхарі Центральний-Камп-6 (№ SP/93F) — Грама Ніладхарі підрозділу ОС Навітанвелі, округ Ампара, Східна провінція, Шрі-Ланка.

## Демографія
| Населення (2007) | Населення (2007) | Населення (2007) | Населення (2007) | Населення (2007) |
| Населення        | Чоловіки         | Жінки            | Діти             | Дорослі          |
| ---------------- | ---------------- | ---------------- | ---------------- | ---------------- |
| 1010             | 451              | 559              | 455              | 555              |